# 国際連合安全保障理事会決議731
国際連合安全保障理事会決議731（こくさいれんごうあんぜんほしょうりじかいけつぎ731、英: United Nations Security Council Resolution 731）は、テロ行為に対する非難を行った決議286（1970年9月9日に全会一致で採択：PFLP旅客機同時ハイジャック事件に関連したハイジャック防止・解決の協力要請）と決議635（1989年6月14日に全会一致で採択：民間航空機へのテロ防止のため、爆発物へのマーキング物質添加の呼びかけ）を想起した上で、リビア政府の関与が指摘されているスコットランドのロッカビー上空で起きたパンアメリカン航空103便爆破事件、およびチャドとニジェール上空で起きたUTA航空772便爆破事件に関する調査を行うべきであることを1992年1月21日に国際連合安全保障理事会において全会一致で採択された決議である。
航空機爆破事件の責任を認めないリビア政府に対して非難するとともに、国際テロの撲滅に貢献すべく、航空機爆破事件の調査への協力を円滑に進めるように要請した。また、国際連合加盟国に対してリビア政府に航空機爆破事件の調査への対応を促すことを求めた。さらに決議731では航空機爆破事件の容疑者であるアブデルバセット・アル＝メグラヒとラミン・ハリファ・フィマの引き渡しを密かにリビア政府に要求している。
決議731は、国連憲章第7章（平和に対する脅威、平和の破壊および侵略行為に対する行動）ではなく、国連憲章第6章（紛争の平和的解決）の下で採択されたため法的拘束力はなかったが、決議748（1992年3月31日に賛成票多数により採択：テロ行為を行うリビアへの制裁）の採択により施行されることとなった。